# Vällingen, Södermanland
Vällingen är en sjö i Nykvarns kommun och Södertälje kommun i Södermanland och ingår i Tyresån-Trosaåns kustområde. Sjön är 16 meter djup, har en yta på 3,75 kvadratkilometer och befinner sig 33,1 meter över havet. Sjön avvattnas av vattendraget Moraån.

## Delavrinningsområde
Vällingen ingår i det delavrinningsområde (655932-159703) som SMHI kallar för Utloppet av Vällingen. Medelhöjden är 44 meter över havet och ytan är 29,12 kvadratkilometer. Det finns inga avrinningsområden uppströms utan avrinningsområdet är högsta punkten. Avrinningsområdets utflöde Moraån mynnar i havet. Avrinningsområdet består mestadels av skog (55 procent), öppen mark (11 procent) och jordbruk (14 procent). Avrinningsområdet har 4,63 kvadratkilometer vattenytor vilket ger det en sjöprocent på 15,9 procent. Bebyggelsen i området täcker en yta av 0,5 kvadratkilometer eller 2 procent av avrinningsområdet.